# 外燃机
外燃机是利用燃料在器皿外燃烧加热循环工质，使熱能轉化為機械能的一種熱機。例如蒸汽机将锅炉裡的水加热产生的高温高压水蒸气输送到机器内部。

## 分类
- 斯特林发动机
- 蒸汽机